# Nati nel 1963/Gennaio
| Questa pagina contiene informazioni ricavate automaticamente dalle voci biografiche con l'ausilio del template Bio e di un bot. L'aggiornamento è periodico e automatico e ricostruisce completamente la pagina. Se manca una persona in questa lista, sei pregato di non aggiungerla, ma accertati piuttosto che la sua voce biografica contenga il template Bio e che i dati anagrafici siano correttamente compilati. Se il template Bio manca, inseriscilo tu stesso o, in alternativa, metti l'avviso {{tmp\|Bio}} che ne segnala la mancanza. Se i dati riportati sono sbagliati, correggi direttamente la voce biografica; le modifiche saranno visibili in questa lista entro pochi giorni. Per chiarimenti vedi il progetto biografie. La lista contiene solo le 311 persone che sono citate nell'enciclopedia e per le quali è stato implementato correttamente il template Bio. Pagina aggiornata al 18 ago 2025. |

- 1º gennaio - Milo Aukerman, cantautore e biochimico statunitense
- 1º gennaio - Leonardo De Amicis, direttore d'orchestra e compositore italiano
- 1º gennaio - Srđan Dragojević, regista e sceneggiatore serbo
- 1º gennaio - René Eijer, allenatore di calcio e ex calciatore olandese
- 1º gennaio - Alberico Evani, allenatore di calcio e ex calciatore italiano
- 1º gennaio - Jean-Marc Gounon, ex pilota automobilistico francese
- 1º gennaio - Lina Kačiušytė, ex nuotatrice sovietica
- 1º gennaio - Dražen Ladić, allenatore di calcio e ex calciatore croato
- 1º gennaio - Milan Luhový, ex calciatore cecoslovacco
- 1º gennaio - Carmelo Massimo Misiti, medico e politico italiano
- 1º gennaio - Adam Solomon, chitarrista e cantante keniota
- 1º gennaio - Alan Webb, allenatore di calcio e ex calciatore inglese
- 1º gennaio - Luc Winants, scacchista belga († 2023)
- 2 gennaio - Wiesław Cisek, ex calciatore polacco
- 2 gennaio - David Cone, ex giocatore di baseball statunitense
- 2 gennaio - Luca Devoti, velista italiano
- 2 gennaio - Martín Duffó, ex calciatore peruviano
- 2 gennaio - Carlos Roberto Jatobá, ex calciatore brasiliano
- 2 gennaio - Adrienne-Joi Johnson, attrice e coreografa statunitense
- 2 gennaio - Stephen Kinsey, ex calciatore inglese
- 2 gennaio - Edgar Martínez, ex giocatore di baseball statunitense
- 2 gennaio - Julie Piekarski, attrice statunitense
- 2 gennaio - Marco Zen, ex ciclista su strada italiano
- 2 gennaio - Oļegs Znaroks, ex hockeista su ghiaccio e allenatore di hockey su ghiaccio lettone
- 3 gennaio - Kamel Adjas, ex calciatore algerino
- 3 gennaio - Gavril Balint, allenatore di calcio e ex calciatore rumeno
- 3 gennaio - David Gobedžišvili, ex lottatore georgiano
- 3 gennaio - Vic Grimes, wrestler statunitense
- 3 gennaio - Larisa Moskalenko, ex velista sovietica
- 3 gennaio - New Jack, wrestler statunitense († 2021)
- 3 gennaio - Julio Pereyra, cestista e allenatore di pallacanestro uruguaiano († 2016)
- 3 gennaio - Roberto Traversini, politico lussemburghese
- 3 gennaio - Alex Wheatle, scrittore britannico († 2025)
- 4 gennaio - Ihar Astapkovič, martellista sovietico
- 4 gennaio - Roberto Borrello, allenatore di calcio e ex calciatore italiano
- 4 gennaio - Christian Carion, regista e sceneggiatore francese
- 4 gennaio - Carlos Castañeda, ex calciatore guatemalteco
- 4 gennaio - Manolo Cintrón, ex cestista e allenatore di pallacanestro portoricano
- 4 gennaio - Thomas Fersen, cantautore francese
- 4 gennaio - Dave Foley, attore e doppiatore canadese
- 4 gennaio - Susannah Grant, sceneggiatrice, regista e produttrice televisiva statunitense
- 4 gennaio - Kang Zhanbin, goista cinese
- 4 gennaio - Till Lindemann, cantante e poeta tedesco
- 4 gennaio - Marcel Loosveld, allenatore di calcio a 5 e ex giocatore di calcio a 5 olandese
- 4 gennaio - May-Britt Moser, psicologa e neuroscienziata norvegese
- 4 gennaio - Théo Scholten, ex calciatore lussemburghese
- 4 gennaio - Adonis, produttore discografico, disc jockey e musicista statunitense
- 4 gennaio - Elena Valova, ex pattinatrice artistica su ghiaccio sovietica
- 4 gennaio - Zhang Yongjun, ex cestista e allenatore di pallacanestro cinese
- 5 gennaio - Jiang Wen, attore, sceneggiatore e regista cinese
- 5 gennaio - Leena La Bianca, ex attrice pornografica e regista statunitense
- 5 gennaio - Ralf Loose, allenatore di calcio e ex calciatore tedesco
- 5 gennaio - John McGregor, allenatore di calcio e ex calciatore scozzese
- 5 gennaio - Philippe Bercovici, fumettista francese
- 5 gennaio - Luís Carlos Winck, allenatore di calcio e ex calciatore brasiliano
- 6 gennaio - Tad Boyle, ex cestista e allenatore di pallacanestro statunitense
- 6 gennaio - Alfie Cox, pilota motociclistico e pilota di rally sudafricano
- 6 gennaio - Tony Halme, wrestler, artista marziale misto e pugile finlandese († 2010)
- 6 gennaio - Paul Kipkoech, mezzofondista e maratoneta keniota († 1995)
- 6 gennaio - Eugene McDowell, cestista statunitense († 1995)
- 6 gennaio - Philippe Perrin, ex astronauta francese
- 6 gennaio - Crystal Taliefero, cantante e polistrumentista statunitense
- 7 gennaio - Georg Andersen, ex pesista e discobolo norvegese
- 7 gennaio - Ioan Grigoraș, ex lottatore rumeno
- 7 gennaio - Carmen Machi, attrice spagnola
- 7 gennaio - Clint Mansell, musicista e compositore britannico
- 7 gennaio - Rand Paul, politico statunitense
- 7 gennaio - Robert Petkoff, attore statunitense
- 7 gennaio - Mari Rantasila, attrice e cantante finlandese
- 7 gennaio - Antonio Ullo, ex velocista italiano
- 8 gennaio - Garth Butcher, ex hockeista su ghiaccio canadese
- 8 gennaio - Edwin Camilleri, ex calciatore maltese
- 8 gennaio - Daniele Fortunato, allenatore di calcio e ex calciatore italiano
- 8 gennaio - Dmitrij Galjamin, allenatore di calcio e ex calciatore russo
- 8 gennaio - Jean-Michel Matz, storico francese († 2020)
- 8 gennaio - Marcelo Signorelli, allenatore di pallacanestro e ex cestista uruguaiano
- 9 gennaio - Larry Cain, ex canoista canadese
- 9 gennaio - Debra Christofferson, attrice statunitense
- 9 gennaio - Caterina Consani, matematica italiana
- 9 gennaio - Joseph Culp, attore statunitense
- 9 gennaio - Marco De Simone, allenatore di calcio e ex calciatore italiano
- 9 gennaio - Eric Erlandson, chitarrista e compositore statunitense
- 9 gennaio - Mathieu Hermans, ex ciclista su strada e ciclocrossista olandese
- 9 gennaio - Mark Koussas, ex calciatore australiano
- 9 gennaio - Roberto Lavorenti, allenatore di pallavolo italiano († 2021)
- 9 gennaio - Jiří Parma, ex saltatore con gli sci cecoslovacco
- 9 gennaio - Ernst Riedlsperger, ex sciatore alpino austriaco
- 9 gennaio - Martin Rueda, allenatore di calcio e ex calciatore svizzero
- 10 gennaio - Jaroslav Antonov, allenatore di pallavolo e ex pallavolista sovietico
- 10 gennaio - Georgi Georgiev, ex calciatore bulgaro
- 10 gennaio - Loreta Graužinienė, politica lituana
- 10 gennaio - Kira Ivanova, pattinatrice artistica su ghiaccio sovietica († 2001)
- 10 gennaio - Kyle Krause, imprenditore statunitense
- 10 gennaio - Tarō Kōno, politico giapponese
- 10 gennaio - Milan Milanović, allenatore di calcio e ex calciatore serbo
- 10 gennaio - Susanne Möbuß, filosofa tedesca
- 10 gennaio - Francesco Panetta, ex siepista e mezzofondista italiano
- 10 gennaio - Marc du Pontavice, animatore, produttore cinematografico e imprenditore francese
- 10 gennaio - Mark Pryor, politico statunitense
- 10 gennaio - Metin Şahin, taekwondoka turco
- 11 gennaio - Rita Blanco, attrice portoghese
- 11 gennaio - Concetta Castilletti, biologa italiana
- 11 gennaio - Tracy Caulkins, ex nuotatrice statunitense
- 11 gennaio - Renato Cestiè, attore italiano
- 11 gennaio - Lorenzo Ciompi, attore italiano
- 11 gennaio - Jason Connery, attore e regista britannico
- 11 gennaio - Arne Dahl, scrittore e critico letterario svedese
- 11 gennaio - Kate Gompert, ex tennista statunitense
- 11 gennaio - Maurizio Jacobacci, allenatore di calcio e ex calciatore svizzero
- 11 gennaio - Sam Kieth, fumettista, illustratore e regista statunitense
- 11 gennaio - Curd Ridel, fumettista francese
- 11 gennaio - José Higinio Rivera, ex calciatore ecuadoriano
- 11 gennaio - Giorgio Saccoccia, ingegnere e manager italiano
- 11 gennaio - Petra Schneider, ex nuotatrice tedesca
- 11 gennaio - Rodolfo Vanoli, allenatore di calcio e ex calciatore italiano
- 11 gennaio - Marina Viro, attrice italiana
- 11 gennaio - Roland Wohlfarth, ex calciatore tedesco
- 12 gennaio - Guy Chambers, compositore britannico
- 12 gennaio - Antonio Conserva, generale italiano
- 12 gennaio - Corinne Dacla, attrice francese
- 12 gennaio - François Girard, regista, sceneggiatore e produttore teatrale canadese
- 12 gennaio - Agnese Grigio, ex atleta paralimpica italiana
- 12 gennaio - Matt Malloy, attore statunitense
- 12 gennaio - Juan Carlos Monedero, politologo, saggista e politico spagnolo
- 12 gennaio - Kyung-sook Shin, scrittrice sudcoreana
- 12 gennaio - Rudika Vida, ex calciatore croato
- 12 gennaio - Vasilij Ždanov, ex ciclista su strada ucraino
- 13 gennaio - Magdalena Jerebie, ex cestista rumena
- 13 gennaio - Tim Kelly, chitarrista statunitense († 1998)
- 13 gennaio - Péter Fülöp Kocsis, arcivescovo cattolico ungherese
- 13 gennaio - Eric Korita, ex tennista statunitense
- 13 gennaio - Sergej Markoč, ex pallanuotista sovietico
- 13 gennaio - Charlie Muscat, calciatore maltese († 2011)
- 13 gennaio - Pjerin Noga, ex calciatore albanese
- 13 gennaio - Peter Scully, criminale australiano
- 14 gennaio - Adjoa Andoh, attrice britannica
- 14 gennaio - Carlo Capacci, politico e imprenditore italiano
- 14 gennaio - Janko Janković, ex calciatore e allenatore di calcio croato
- 14 gennaio - Pier Paolo Lucchetta, ex pallavolista italiano
- 14 gennaio - Roberto Menichelli, allenatore di calcio a 5, allenatore di calcio e ex giocatore di calcio a 5 italiano
- 14 gennaio - Peter Oppenheimer, dirigente d'azienda statunitense
- 14 gennaio - Gery Palazzotto, scrittore e giornalista italiano
- 14 gennaio - Steven Soderbergh, regista, produttore cinematografico e direttore della fotografia statunitense
- 14 gennaio - Gert-Jan Theunisse, ex ciclista su strada olandese
- 14 gennaio - Toshiharu Umezaki, musicista, compositore e arrangiatore giapponese
- 15 gennaio - Giuseppe Dipasquale, regista e commediografo italiano
- 15 gennaio - Mathias Döpfner, editore, giornalista e scrittore tedesco
- 15 gennaio - Zuzana Hájková, ex cestista cecoslovacca
- 15 gennaio - Erling Kagge, esploratore, alpinista e scrittore norvegese
- 15 gennaio - Conrad Lant, cantautore e bassista inglese
- 15 gennaio - Bruce Schneier, crittografo e saggista statunitense
- 15 gennaio - Aleksander Wojtkiewicz, scacchista polacco († 2006)
- 16 gennaio - Ugo Bronzini, ex calciatore italiano
- 16 gennaio - Roberto Falchi, fantino italiano
- 16 gennaio - Dodë Gjergji, vescovo cattolico kosovaro
- 16 gennaio - Simon Johnson, economista britannico
- 16 gennaio - James May, conduttore televisivo, giornalista e pilota automobilistico britannico
- 16 gennaio - Domenico Stinellis, giornalista italiano
- 17 gennaio - Cyrus Chestnut, musicista, compositore e produttore discografico statunitense
- 17 gennaio - Darko Dražić, allenatore di calcio e ex calciatore croato
- 17 gennaio - Kai Hansen, cantante e chitarrista tedesco
- 17 gennaio - Luigi Imparato, ex calciatore italiano
- 17 gennaio - Daniel Jenkins, attore statunitense
- 17 gennaio - Miroslav Kopal, ex combinatista nordico ceco
- 17 gennaio - Jasmine Maimone, attrice e modella italiana
- 17 gennaio - Jürgen Schmidhuber, informatico tedesco
- 17 gennaio - Massimo Simonini, dirigente d'azienda italiano
- 17 gennaio - Barry Stevens, cestista e allenatore di pallacanestro statunitense († 2007)
- 18 gennaio - Phillip Boa, cantante, chitarrista e musicista tedesco
- 18 gennaio - Flavio Carera, ex cestista italiano
- 18 gennaio - Emmanuel Chukwudi Eze, filosofo nigeriano († 2007)
- 18 gennaio - Ian Crook, allenatore di calcio e ex calciatore inglese
- 18 gennaio - Jim Davidson, attore statunitense
- 18 gennaio - Saidur Rahman Dawn, ex velocista bangladese
- 18 gennaio - Cecilia Gayle, cantante costaricana
- 18 gennaio - Jojo Mayer, batterista svizzero
- 18 gennaio - Janice McGeachin, politica statunitense
- 18 gennaio - Martin O'Malley, politico e avvocato statunitense
- 18 gennaio - Vera Pauw, allenatrice di calcio e ex calciatrice olandese
- 18 gennaio - Wojciech Smarzowski, regista e sceneggiatore polacco
- 18 gennaio - Peter Stamm, scrittore e giornalista svizzero
- 18 gennaio - Sasha Swire, scrittrice britannica
- 18 gennaio - Jurij Zacharevič, ex sollevatore sovietico
- 19 gennaio - Michael Adams, ex cestista e allenatore di pallacanestro statunitense
- 19 gennaio - Martin Bashir, giornalista britannico
- 19 gennaio - Gunther Behnke, ex cestista tedesco
- 19 gennaio - John Bercow, politico britannico
- 19 gennaio - Murray Chatlain, arcivescovo cattolico canadese
- 19 gennaio - Veanne Cox, attrice e ballerina statunitense
- 19 gennaio - Grant Gondrezick, cestista statunitense († 2021)
- 19 gennaio - Zsuzsanna Jánosi-Németh, ex schermitrice ungherese
- 19 gennaio - Silvio Martinello, ex ciclista su strada e pistard italiano
- 19 gennaio - Yutaka Matsushige, attore giapponese
- 19 gennaio - Massimo Rossi, ex cestista italiano
- 19 gennaio - Martín Valverde, musicista, cantante e compositore costaricano
- 19 gennaio - Caron Wheeler, cantante britannica
- 20 gennaio - David Baszucki, imprenditore, ingegnere e programmatore statunitense
- 20 gennaio - Domenico Battaglia, cardinale e arcivescovo cattolico italiano
- 20 gennaio - Diego Cuesta Silva, ex rugbista a 15 argentino
- 20 gennaio - Manuela Dalla Valle, ex nuotatrice italiana
- 20 gennaio - Ingeborga Dapkūnaitė, attrice lituana
- 20 gennaio - James Denton, attore statunitense
- 20 gennaio - Sascha Jusufi, ex calciatore tedesco
- 20 gennaio - Ann Osgerby, ex nuotatrice britannica
- 20 gennaio - Mark Ryden, pittore statunitense
- 20 gennaio - Jos Schoubs, ex giocatore di calcio a 5 belga
- 20 gennaio - Vitalij Zacharčenko, politico ucraino
- 21 gennaio - David Barstow, giornalista statunitense
- 21 gennaio - Enrico Credendino, ammiraglio italiano
- 21 gennaio - Peter Dam, ex cestista olandese
- 21 gennaio - Jessie Hester, ex giocatore di football americano statunitense
- 21 gennaio - Bernd Hoffmann, dirigente sportivo tedesco
- 21 gennaio - Ivanhoe Lo Bello, imprenditore e banchiere italiano († 2025)
- 21 gennaio - Hakeem Olajuwon, ex cestista nigeriano
- 21 gennaio - Detlef Schrempf, ex cestista e allenatore di pallacanestro tedesco
- 21 gennaio - Max Tortora, attore e imitatore italiano
- 21 gennaio - Joe Ward, ex cestista statunitense
- 22 gennaio - Cong Yuzhen, ex pesista cinese
- 22 gennaio - Maurizio Fiorentini, attore e doppiatore italiano
- 22 gennaio - Keith Gray, ex cestista e allenatore di pallacanestro statunitense
- 22 gennaio - Vito Pollari, allenatore di pallacanestro italiano
- 22 gennaio - Andrei Tchmil, ex ciclista su strada e dirigente sportivo belga
- 22 gennaio - Violeta Tomič, attrice e politica slovena
- 23 gennaio - Metka Jerman, ex sciatrice alpina jugoslava
- 23 gennaio - Frode Løberg, ex biatleta norvegese
- 23 gennaio - Gail O'Grady, attrice statunitense
- 23 gennaio - Corrado Paonessa, chitarrista e compositore italiano
- 23 gennaio - Steve Stone, cantante, chitarrista e polistrumentista statunitense
- 23 gennaio - Su Tong, scrittore cinese
- 24 gennaio - Manuel Bosboom, scacchista olandese
- 24 gennaio - Carlo Cannella, produttore discografico e scrittore italiano
- 24 gennaio - Alex Castro, fotografo e ingegnere cubano
- 24 gennaio - Valentine Demy, culturista, attrice e attrice pornografica italiana
- 24 gennaio - Shunji Iwai, regista, scrittore e musicista giapponese
- 24 gennaio - Everald La Ronde, ex calciatore inglese
- 24 gennaio - Alexander Markov, violinista statunitense
- 24 gennaio - Kelvin Upshaw, ex cestista e allenatore di pallacanestro statunitense
- 24 gennaio - Arnold Vanderlyde, ex pugile olandese
- 25 gennaio - Daniele Bagni, bassista italiano
- 25 gennaio - Marcello Giordani, tenore italiano († 2019)
- 25 gennaio - Fernando Haddad, politico e politologo brasiliano
- 25 gennaio - Per Johansson, ex nuotatore svedese
- 25 gennaio - Daniel Knowlen, ex giocatore di calcio a 5 costaricano
- 25 gennaio - Sandër Lleshaj, politico albanese
- 25 gennaio - Leonardo Madelón, allenatore di calcio e ex calciatore argentino
- 25 gennaio - Don Mancini, regista e sceneggiatore statunitense
- 25 gennaio - Andrea Piovan, attore e doppiatore italiano
- 25 gennaio - Timo Rautiainen, cantante e chitarrista finlandese
- 25 gennaio - Giovanni Battista Rigon, direttore d'orchestra e pianista italiano
- 25 gennaio - Bernd Storck, allenatore di calcio e ex calciatore tedesco
- 26 gennaio - Ian Alexander, ex calciatore britannico
- 26 gennaio - Ümit Birol, calciatore turco († 2023)
- 26 gennaio - Phil Dowd, ex arbitro di calcio inglese
- 26 gennaio - Pierre-Yves Gayraud, costumista francese
- 26 gennaio - Milko Ǵurovski, allenatore di calcio e ex calciatore macedone
- 26 gennaio - Claudia Lonow, produttrice televisiva e attrice statunitense
- 26 gennaio - Philip Mestdagh, allenatore di pallacanestro belga
- 26 gennaio - José Mourinho, allenatore di calcio portoghese
- 26 gennaio - Paulo Villas Boas de Almeida, ex cestista brasiliano
- 26 gennaio - Andrew Ridgeley, cantante, chitarrista e produttore discografico britannico
- 26 gennaio - Kensuke Tanabe, autore di videogiochi giapponese
- 26 gennaio - Sarra Zaafrani, politica, ingegnere e funzionaria tunisina
- 27 gennaio - Luigi Ambrosio, matematico italiano
- 27 gennaio - Sérgio Cabral Filho, politico e giornalista brasiliano
- 27 gennaio - Guido Carboni, allenatore di calcio e ex calciatore italiano
- 27 gennaio - Michele D'Anca, attore, regista e sceneggiatore italiano
- 27 gennaio - Abdoulaye Diallo, ex calciatore senegalese
- 27 gennaio - Christian Meyer, batterista italiano
- 27 gennaio - George Monbiot, giornalista, saggista e ambientalista britannico
- 27 gennaio - Paolo Monelli, allenatore di calcio e ex calciatore italiano
- 27 gennaio - Mark Moraghan, attore, doppiatore e cantante britannico
- 27 gennaio - Ermenegildo Rossi, sindacalista italiano
- 27 gennaio - Clelia Sedda, attrice, drammaturga e regista teatrale italiana
- 28 gennaio - Kia Asamiya, fumettista, sceneggiatore e character designer giapponese
- 28 gennaio - Daniele Bernazzani, allenatore di calcio e ex calciatore italiano
- 28 gennaio - Andrea Bédard, ex sciatrice alpina canadese
- 28 gennaio - Jane Jensen, autrice di videogiochi e scrittrice statunitense
- 28 gennaio - Tony Parks, allenatore di calcio e ex calciatore inglese
- 28 gennaio - Dan Spitz, chitarrista statunitense
- 28 gennaio - Oleksandr Tupyc'kyj, giudice ucraino
- 28 gennaio - Thomas Wolf, ex calciatore lussemburghese
- 29 gennaio - Roberto Ariagno, dirigente sportivo e ex pallavolista italiano
- 29 gennaio - Fabio Bussotti, attore e scrittore italiano
- 29 gennaio - Domenico Giacomarro, allenatore di calcio e ex calciatore italiano
- 29 gennaio - Charlie Gnocchi, conduttore radiofonico, personaggio televisivo e pittore italiano
- 29 gennaio - Ismāʿīl Haniyeh, politico palestinese († 2024)
- 29 gennaio - Hardcore Holly, ex wrestler statunitense
- 29 gennaio - Monica Horan, attrice e comica statunitense
- 29 gennaio - Mauro Rodella, nuotatore italiano
- 29 gennaio - Mino Serrano, allenatore di calcio e ex calciatore spagnolo
- 29 gennaio - Michael Smiley, attore e comico britannico
- 30 gennaio - Daphne Ashbrook, attrice statunitense
- 30 gennaio - Tommaso Calderone, politico italiano
- 30 gennaio - Enrique Cepeda Caballero, ex atleta paralimpico cubano
- 30 gennaio - Herb Conaway, politico statunitense
- 30 gennaio - Pam Fletcher, ex sciatrice alpina statunitense
- 30 gennaio - Robert Jedicke, fisico e astronomo canadese
- 30 gennaio - Tat'jana Komarova, ex cestista sovietica
- 30 gennaio - Susanna Messaggio, showgirl, educatrice e attrice italiana
- 30 gennaio - Susanna Padovani, ex cestista italiana
- 30 gennaio - Shōko Tsuda, doppiatrice giapponese
- 31 gennaio - Manuela Di Centa, dirigente sportiva, politica e ex fondista italiana
- 31 gennaio - Boris Diecket, ex calciatore ivoriano
- 31 gennaio - John Dye, attore e sceneggiatore statunitense († 2011)
- 31 gennaio - Clementina Forleo, magistrata italiana
- 31 gennaio - José Gabriel Funes, gesuita e astronomo argentino
- 31 gennaio - Gong Ji-young, scrittrice sudcoreana
- 31 gennaio - Gwen Graham, politica statunitense
- 31 gennaio - Lee Choon-jae, serial killer sudcoreano
- 31 gennaio - Mario Rossi, fumettista italiano
- 31 gennaio - Martin Zawieja, ex sollevatore tedesco occidentale